# Idioma bribri
El bribri o bribrí es una lengua tonal posposicional hablada por la comunidad bribri en la región costarricense de Talamanca y en las montañas de la provincia de Bocas del Toro en Panamá. Pertenece a la familia lingüística chibchense, motivo por el cual se encuentra emparentada con otros idiomas locales, como el teribe, el cabécar, el boruca, el ngäbe y el maleku.

## Vitalidad y distribución geográfica
Al igual que muchas otras lenguas americanas, el número de hablantes del bribri se encuentra en franca declinación. Según el censo nacional realizado en el año 2000, la población bribri total suma unos 10 000 individuos, de los cuales solo un 60 % eran hablantes nativos de la lengua, por lo que se estima que el número de hablantes bribris suma unos 6000 individuos, los cuales se encuentran distribuidos en dos cantones costarricenses, Buenos Aires en la provincia de Puntarenas, y Talamanca, cantón ubicado en la provincia de Limón. Al momento de escribir este artículo, el bribri es la única lengua indígena costarricense que se enseña en las universidades públicas de ese país centroamericano.

## Consideraciones lingüísticas

### Grafía
El bribri fue, desde sus orígenes, una lengua exclusivamente oral y no contó con un sistema de escritura propio hasta que el lingüista estadounidense radicado en Costa Rica, Jack Wilson, inició una adaptación sistemática del alfabeto latino —tal como se utiliza para representar los sonidos del español costarricense— con fines principalmente didácticos e investigativos. Esta adaptación tuvo en cuenta los usos de autores que se remontan a finales del siglo XIX. La labor de Wilson fue completada por el también lingüista Adolfo Constenla Umaña. 
Los signos del alfabeto representan gráficamente los fonemas o partes integrales de ellos. En bribri, como en la mayoría de las lenguas, los fonemas se realizan en tres formas principales: vocales, consonantes y semiconsonantes.
- Los símbolos utilizados para representar las vocales son:  a, e, ë, i, o, ö, u (vocales orales) y ã, ẽ, ĩ, õ, ũ (vocales nasales).
- Para las consonantes se emplean:  b, ch, d, j, k, l, m, n, ñ, p, r, s, t, y.
- Para las semiconsonantes se usan:  w e i.

Debido al sistema adoptado para la representación gráfica, algunos símbolos pueden corresponder a sonidos distintos según el contexto. Además, como los hablantes bribris no están acostumbrados a escribir en su lengua materna y las escuelas les enseñan a leer y escribir únicamente en español, la ortografía en bribri varía considerablemente entre personas. Incluso, una misma persona puede escribir una palabra de dos formas distintas.

#### Suprasegmentales
Los suprasegmentales expresan diferentes marcas de tipo fonológico, como la nasalidad, los tonos e, incluso, un fonema. Como ya se observó en la lista de símbolos vocálicos, las vocales nasales se representan por medio de una tilde ( ˜ ), mientras que las vocales medias altas, por medio de diéresis ( ¨ ). Debido a motivos técnicos, en las primeras transcripciones de Wilson y Constenla era frecuente el empleo del subrayado para indicar la nasalidad, sin embargo, a partir de la década de los años 1990, el empleo de herramientas informáticas facilitó el uso de medidas más convencionales; en la actualidad, la norma es el empleo de las tildes ya descritas, lo cual conviene con los usos internacionales. Los tonos se representan por medio del "acento" gráfico agudo ( ´ ), el grave ( ` ), el circunflejo ( ^ ) o bien, por la ausencia de cualquiera de estos acentos gráficos. El fonema oclusivo glotal no se representa con un auténtico suprasegmental sino por medio de un saltillo ( ' ).

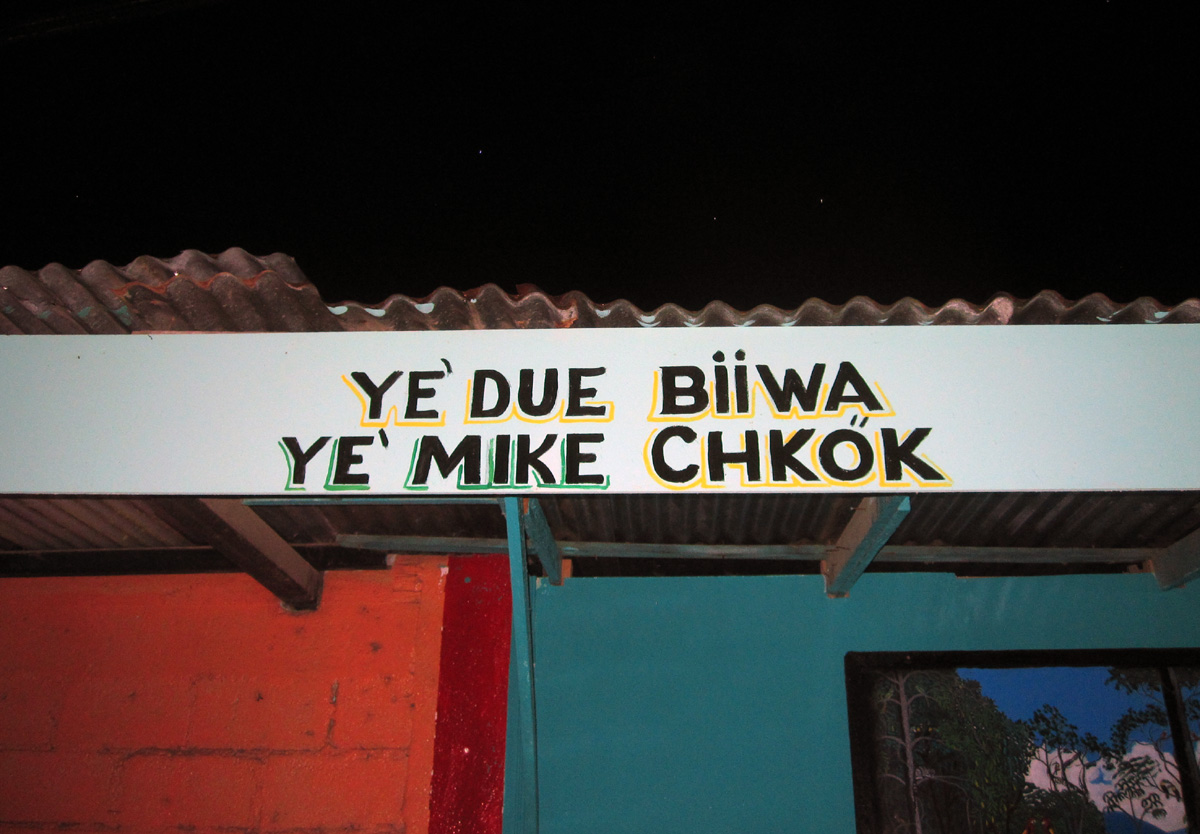
Letrero en bribri en un restaurante en Bribrí en Talamanca, Costa Rica, que en ortografía estándar se leería «Ye' dawè balí wã, ye' mĩ̀ke chkö̀k». Traducción: «Tengo hambre, voy a ir a comer».

### Vocales
El bribri posee un complejo sistema de vocales medias (medias altas y medias bajas), además de cinco vocales nasales, contando con un gran total de doce fonemas vocálicos:
|              | Vocales orales | Vocales orales | Vocales orales | Vocales nasales | Vocales nasales | Vocales nasales |
|              | Anteriores     | Centrales      | Posteriores    | Anteriores      | Centrales       | Posteriores     |
| ------------ | -------------- | -------------- | -------------- | --------------- | --------------- | --------------- |
| Cerradas     | i              |                | u              | ĩ               |                 | ũ               |
| Semicerradas | e <ë>          |                | o <ö>          | ẽ               |                 | õ               |
| Semiabiertas | ɛ <e>          |                | ɔ <o>          | ẽ               |                 | õ               |
| Abiertas     |                | a              |                |                 | ã               |                 |

### Consonantes
Este es el sistema de consonantes del bribri empleando el alfabeto tradicional del bribri.
|                 | bilabial | dental | alveolar | palatal | velar | glotal |
| oclusivas       | p b      | t d    |          |         | k     | ’      |
| geminadas       | pp       | tt     |          |         |       |        |
| coarticuladas   |          | tch1   |          | tch     |       |        |
| africada        |          |        | ts       | ch y    |       |        |
| fricativa       |          |        | s        | sh      |       | j      |
| vibr. simple    |          |        | r        |         |       |        |
| vibr. multiple  |          |        | rr       |         |       |        |
| lat. retrofleja |          |        | l        |         |       |        |
| nasal           | m        |        | n        | ñ       |       |        |
| semiconsonantes | w        |        |          | i       | w     |        |

1 Nótese la aparición de ese mismo fonema en los dos puntos de articulación necesarios para su realización.

### Dialectología

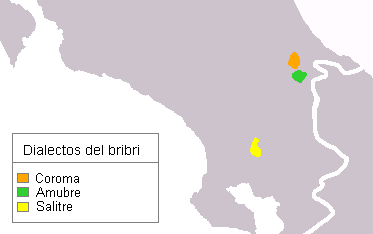
Distribución geográfica de los tres dialectos del bribri en el año 2007

El bribri consta de tres dialectos bien definidos. Adolfo Constenla Umaña suele llamarlos dialectos del este, del oeste y del pacífico, sin embargo, en este artículo, se ha preferido la nomenclatura de Jara: de Coroma, de Amubre y de Salitre.
Las diferencias dialectales más notables que deben considerarse son las siguientes:
- En Coroma (C) se da la neutralización de las vocales nasales ã y õ en favor de õ. Por ejemplo: 'tiempo, lugar' se dice kṍ, mientras que en los dialectos de Amubre (A) y Salitre (S), kã́.
- En Coroma existe la tendencia a reducir las sílabas cuando la vocal posee tono bajo o neutro y se encuentra antes de una sílaba cuya vocal tenga tono alto o descendente; por ejemplo 'gallina' es dakarò en (A), dekrò en (S) y krò en (C)).
- Una tercera diferenciación dialectal es la pronunciación de la consonante coarticulada tk/tch. En Amubre y Salitre, palabras como chö́k, 'decir', y tkö́k, 'punzar', son muy diferentes, mientras que en Coroma resulta algo más difícil distinguir entre chö̀k y tchö̀k.

Estas diferencias y otras que no se copian aquí hacen que una misma palabra, a menudo, se pronuncie muy diferente entre una región y otra; por ejemplo 'guacal' es tkã’ en (A) y (S), pero tchõ’ en (C).

## Historia del estudio del bribri

### SigloXIX
La lengua bribri, considerada como parte de la familia chibchense, conoció sus primeros esbozos científicos en un artículo del norteamericano William Gabb titulado On the Indian tribes and languages of Costa Rica (aparecido en 1875 como parte de la publicación Proceedings of the American Philosophical Society) en donde se afirma por primera vez que los indígenas costarricenses pertenecían a una misma familia "estrechamente relacionada".
Sin embargo, fue necesario esperar hasta la ponencia Verwandtschaften und Wanderungen der Tschibtscha, presentada en 1888 y en el seno del VII Congreso Internacional de Americanistas por el lingüista alemán Max Uhle para que se estableciera la familia chibchense como el conglomerado que engloba una serie de lenguas habladas en partes de Honduras, Nicaragua, Costa Rica, Panamá y Colombia. Uhle consiguió demostrar que había una relación de parentesco entre las lenguas talamanqueñas (bribri, cabécar, térraba, boruca), las lenguas guaimíes (move, murire, muoy), las lenguas arhuacas (cábaga, guamaca, bintucua) y el extinto Idioma muisca.

### SigloXX
Durante el final del siglo XIX y hasta mediados del siglo XX, principalmente hubo investigaciones de tipo diacrónico, sin embargo, ningún trabajo llegó a ofrecer mucho más de lo que el trabajo pionero de Uhle.
Un ejemplo importante de los estudios de mediados del siglo XX sobre las lenguas talamanqueñas es el trabajo del antropólogo francés Claude Lévi-Strauss quien en 1948 intentó relacionar una lengua brasileña llamada nambicuara con el bribri, el maleku, el térraba y el rama. Sin embargo, la tesis de Lévi-Strauss falló ya que, influenciado por la lingüística diacrónica de inicios del siglo XX, se atuvo a similitudes morfosintácticas e ignoró la fonología comparativa.